# August 1981
Acest articol este generat integral pe baza informațiilor din articolul 1981 și este actualizat periodic de un robot.
 Editările făcute în articol vor fi șterse la următoarea actualizare! Dacă doriți să faceți modificări, editați articolul-sursă.

ianuarie -
februarie -
martie -
aprilie -
mai -
iunie -
iulie -
august -
septembrie -
octombrie -
noiembrie -
decembrie
August 1981 a fost a opta lună a anului și a început într-o zi de sâmbătă.

## Evenimente
- 1 august: Se lansează postul MTV (Music Television).
- 24 august: Grecia adoptă un nou drapel.
- 24 august: Mark David Chapman este condamnat la 20 de ani de închisoare, după ce a pledat vinovat de uciderea lui John Lennon în Manhattan, New York, Statele Unite, cu opt luni în urmă.
- 28 august: Trupele sud-africane invadează Angola.

## Nașteri
Vlad Miriță, cântăreț român
Megan Markle (Rachel Megan Markle), actriță americană de film, Ducesă de Sussex, soția Prințului Harry
Linda Maria Baros, poetă, traducătoare română
Daniel Bălașa, fotbalist român
Axel Moustache, actor român
Marin Dănuț Dumbravă, rugbist român
Roger Federer, jucător elvețian de tenis
Marian Constantinescu, fotbalist român
Ionuț Dan Ion, boxer român
Daniel Oprița, fotbalist român
Djibril Cissé, fotbalist francez
Marcel Spatari, politician moldovean
Kofi Kingston, wrestler american
Roque Santa Cruz, fotbalist paraguayan
Daniel Lupașcu, fotbalist român
Alexandru Bădoiu, fotbalist român
Daniel-Ionuț Bărbulescu, politician român
Dimitris Salpigidis, fotbalist grec
Cristina Bălan, cântăreață română
Don Miguelo, cântăreț dominican
Ryan Griffiths, fotbalist australian
Carlos Cuéllar, fotbalist spaniol
Weston Kelsey, scrimer american
Chad Michael Murray, actor american
Tudor Benga, antreprenor și politician român
Jean-Julien Rojer, jucător de tenis olandez
Maxwell Cabelino Andrade, fotbalist brazilian
Cristian Gog, iluzionist român
Steven Pelé, fotbalist francez
Dragoș Bucurenci, jurnalist român
Branko Baković, fotbalist sârb

## Decese
- 1 august: Jan Batory, regizor și scenarist polonez (n. 1921)
- 4 august: Melvyn Douglas, actor american (n. 1901)
- 4 august: Yaakov Shabtai, scriitor israelian (n. 1934)
- 6 august: José Suárez, actor spaniol (n. 1919)
- 10 august: Nicolae Pura, cleric român unit (n. 1913)
- 17 august: Mariama Bâ, scriitoare senegaleză (n. 1929)
- 20 august: Cosma Brașoveanu, actor român (n. 1935)
- 22 august: Sașa Pană (n. Alexandru Binder), 79 ani, scriitor român de origine evreiască (n. 1902)
- 28 august: Paul Anspach, 99 ani, scrimer olimpic belgian (n. 1882)
- 28 august: Béla Guttmann, 82 ani, fotbalist (mijlocaș) și antrenor de fotbal maghiar de origine evreiască (n. 1899)
- 30 august: Mohammad Javad, politician iranian (n. 1933)